# Estación de Tuapsé-Pasajeros
La estación de Tuapsé-Pasazhírskaya (del ruso: Tuapsé-Пассажирская) es una estación de ferrocarril de la red del ferrocarril del Cáucaso Norte. Está situada en el centro de la ciudad de Tuapsé, en el raión de Tuapsé del krai de Krasnodar del sur de Rusia. Se halla junto a la orilla derecha de río Tuapsé, cerca de su desembocadura en la costa del mar Negro.

## Historia
La primera estación de Tuapsé fui construida en 1915. La construcción de la sección del ferrocarril entre Tuapsé y Sochi en 1923 modificó el trazado de la vía en la ciudad de modo que la estación quedaba apartada, por lo que se decidió la construcción de una nueva instalación. En la actualidad el edificio de la estación antigua alberga la estación de autobuses. En 1952 se remodeló el edificio de la estación.

## Trenes de cercanías
| Nº de tren | Ruta                     | Nº de tren | Ruta                     |
| ---------- | ------------------------ | ---------- | ------------------------ |
| 6048/6047  | Maikop — Tuapsé          | 6058/6057  | Tuapsé — Maikop          |
| 6801       | Tuapsé — Parque Olímpico | 6808       | Parque Olímpico — Tuapsé |
| 6803       | Tuapsé — Parque Olímpico | 6812       | Parque Olímpico — Tuapsé |
| 6917       | Goriachi Kliuch — Tuapsé | 6818       | Tuapsé — Goriachi Kliuch |
| 6919       | Goriachi Kliuch — Tuapsé | 6820       | Tuapsé — Goriachi Kliuch |
| 6929       | Beloréchensk — Tuapsé    | 6932       | Tuapsé — Beloréchensk    |
| 6933       | Beloréchensk — Tuapsé    | 6928       | Tuapsé — Beloréchensk    |
| Suburbano  | Tuapsé — Sochi           | Suburbano  | Sochi — Tuapsé           |

## Trenes de medio y largo recorrido
| № поезда               | Маршрут движения         | № поезда               | Маршрут движения         |
| ---------------------- | ------------------------ | ---------------------- | ------------------------ |
| 13                     | Sarátov — Ádler          | 14                     | Ádler — Sarátov          |
| 17                     | Kiev — Ádler             | 18                     | Ádler — Kiev             |
| 35 "Sévernaya Palmira" | San Petersburgo — Ádler  | 36 "Sévernaya Palmira" | Ádler — San Petersburgo  |
| 87                     | Nizhni Nóvgorod — Ádler  | 88                     | Ádler — Nizhni Nóvgorod  |
| 101 "Premium"          | Moscú — Ádler            | 102 "Premium"          | Ádler — Moscú            |
| 103 "Premium"          | Moscú — Ádler            | 104 "Premium"          | Ádler — Moscú            |
| 115                    | San Petersburgo — Ádler  | 116                    | Ádler — San Petersburgo  |
| 127                    | Krasnoyarsk — Ádler      | 128                    | Ádler — Krasnoyarsk      |
| 139                    | Novosibirsk — Ádler      | 140                    | Ádler — Novosibirsk      |
| 201*                   | Moscú — Ádler            | 202*                   | Ádler — Moscú            |
| 225*                   | Múrmansk — Ádler         | 226*                   | Ádler — Múrmansk         |
| 233*                   | Ekaterimburgo — Ádler    | 234*                   | Ádler — Ekaterimburgo    |
| 241*                   | Irkutsk — Ádler          | 242*                   | Ádler — Irkutsk          |
| 249*                   | Novokuznetsk — Ádler     | 250*                   | Ádler — Novokuznetsk     |
| 251*                   | Barnaúl — Ádler          | 252*                   | Ádler — Barnaúl          |
| 261*                   | Arcángel — Ádler         | 262*                   | Ádler — Arcángel         |
| 269*                   | Blagovéshchensk — Ádler  | 270*                   | Ádler — Blagovéshchensk  |
| 273*                   | Severobaikalsk — Ádler   | 274*                   | Ádler — Severobaikalsk   |
| 281*                   | Cherepovets — Ádler      | 282*                   | Ádler — Cherepovets      |
| 283*                   | Moscú — Ádler            | 284*                   | Ádler — Moscú            |
| 301                    | Minsk — Ádler            | 302                    | Ádler — Minsk            |
| 305                    | Moscú — Sujumi           | 306                    | Sujumi — Moscú           |
| 309                    | Vorkutá — Ádler          | 310                    | Ádler — Vorkutá          |
| 343                    | Cheliábinsk — Ádler      | 344                    | Ádler — Cheliábinsk      |
| 345                    | Nizhni Taguil — Ádler    | 346                    | Ádler — Nizhni Taguil    |
| 353                    | Perm — Ádler             | 354                    | Ádler — Perm             |
| 359                    | Kaliningrado — Ádler     | 360                    | Ádler — Kaliningrado     |
| 375                    | Gómel — Ádler            | 376                    | Ádler — Gómel            |
| 451*                   | Izhevsk — Ádler          | 452*                   | Ádler — Izhevsk          |
| 459*                   | Tambov — Ádler           | 460*                   | Ádler — Tambov           |
| 461*                   | Ufá — Ádler              | 462*                   | Ádler — Ufá              |
| 463*                   | Samara — Ádler           | 464*                   | Ádler - Samara           |
| 465*                   | Astracán — Ádler         | 466*                   | Ádler — Astracán         |
| 467*                   | Smolensk — Ádler         | 468*                   | Ádler - Smolensk         |
| 471*                   | Smolensk — Ádler         | 472*                   | Ádler — Smolensk         |
| 475*                   | Kazán — Ádler            | 476*                   | Ádler - Kazán            |
| 477*                   | Cheliábinsk — Ádler      | 478*                   | Ádler — Cheliábinsk      |
| 479*                   | San Petersburgo — Sujumi | 480*                   | Sujumi — San Petersburgo |
| 483*                   | Астана — Ádler           | 484*                   | Ádler — Астана           |
| 485*                   | Arcángel — Ádler         | 486*                   | Ádler — Arcángel         |
| 491*                   | Kazán — Ádler            | 492*                   | Ádler — Kazán            |
| 495*                   | Kostromá — Ádler         | 496*                   | Ádler — Kostromá         |
| 497*                   | Izhevsk — Ádler          | 498*                   | Ádler — Izhevsk          |
| 505*                   | Sarátov — Ádler          | 506*                   | Ádler — Sarátov          |
| 511*                   | Smolensk — Ádler         | 512*                   | Ádler — Smolensk         |
| 525*                   | Astracán — Ádler         | 526*                   | Ádler — Astracán         |
| 531*                   | Kírov — Ádler            | 532*                   | Ádler — Kírov            |
| 533*                   | Moscú — Ádler            | 534*                   | Ádler — Moscú            |
| 545*                   | Orsk — Ádler             | 545*                   | Ádler — Orsk             |
| 549*                   | Toliatti — Ádler         | 550*                   | Ádler — Toliatti         |
| 557*                   | Pechora — Ádler          | 558*                   | Ádler — Pechora          |
| 579*                   | Vorónezh — Sujumi        | 580*                   | Sujumi — Vorónezh        |
| 637*                   | Rostov del Don — Ádler   | 638*                   | Ádler — Rostov del Don   |
| 641                    | Rostov del Don — Ádler   | 642                    | Ádler — Rostov del Don   |
| 643                    | Kislovodsk — Ádler       | 644                    | Ádler — Kislovodsk       |
| 679                    | Vladikavkaz — Ádler      | 680                    | Ádler — Vladikavkaz      |
| 803 "Lastochka"        | Krasnodar — Ádler        | 804 "Lastochka"        | Ádler — Krasnodar        |